# NGC 5702
NGC 5702 ist eine 13,4 mag helle linsenförmige Galaxie vom Hubble-Typ S0 im Sternbild Bärenhüter.
Sie wurde am 20. April 1792 von Wilhelm Herschel mit einem 18,7-Zoll-Spiegelteleskop entdeckt, der sie dabei mit „"vF, vS“ beschrieb.